# Hattrick

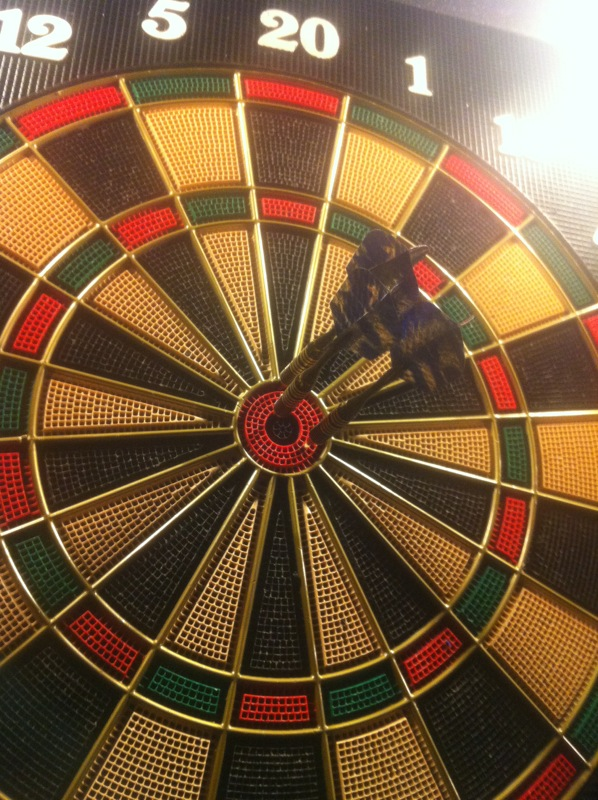
Ett hattrick i dart.

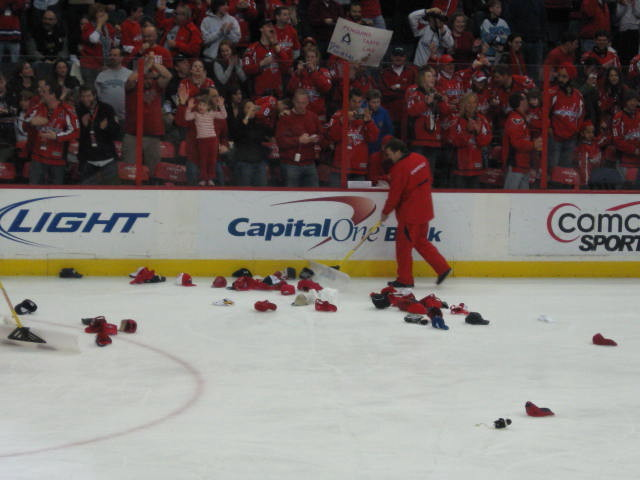
"Hattar" som publiken kastat in på isen efter ett hattrick i ishockey i USA 2010.

Hattrick, även hat trick (SAOL avråder från det sistnämnda), är ett ursprungligen engelskt uttryck som används i flera sporter, främst bollsporter. Det kommer ursprungligen från cricket, där det betyder att en kastare tar tre wickets på tre kast i rad. I svenska språket är ordet hattrick belagt sedan 1924.
Inom till exempel fotboll betyder det att en spelare gör tre mål i samma halvlek (även kallat "äkta hattrick"), men ibland vidgas uttrycket till att omfatta en hel match. Perfekt hattrick, från engelskans perfect hat trick, innebär att ett av de tre målen görs med vänster fot, ett med höger fot och ett med huvudet.
Inom racing betyder hattrick att en förare tagit pole position, vunnit loppet och satt det snabbaste varvet i samma tävling.
Inom baseboll är det ett nedsättande uttryck som används när en slagman har drabbats av tre strikeouts i samma match.
Inom ishockey används uttrycket när en spelare gör tre mål eller fler i en och samma match. "Äkta hattrick" avser minst tre mål i samma period. Inkastade hattar på isen spåras tillbaka till 1940-talet, när en herrklädbutik i Toronto gav gratis hattar till de spelare i Toronto Maple Leafs som hade gjort tre mål i samma match.
Inom cricket används uttrycket när en bowler får tre wickets i rad. Kast från andra bowlers från andra sidan spelplanen samt andra lagets innings får ske mellan hattricktagarens wickets. Endast wickets direkt orsakade av bowlern räknas till hattricket; run-outs räknas ej, de kan däremot räknas som lag-hattrick. Hattrick i cricket sker mycket sällan och uppskattas därför mycket av bowlare.

## Ursprung
Uttrycket hat trick dök upp första gången 1858 i cricket, då H. H. Stephenson i laget All-England Eleven tog tre wickets med tre på varandra följande kast. Fansen höll en insamling för Stephenson och köpte honom en hatt för pengarna. 
Uttrycket publicerades i tryck första gången 1865 i Chelmsford Chronicle.